# Тип русла
Тип русла — форма речного русла в плане.
Основными типами русла являются: извилистые, прямые, разветвлённые (русловые и пойменные). Существуют различные другие типы русел с разной степенью развитости излучин, количеством русловых и пойменных проток и др.
Тип русла отличается от типа русловых процессов. Если тип русловых процессов показывает схему развития русел, то есть последовательность разных форм русел, то тип русла отвечает лишь сиюминутной форме русла. В то же время, типы русел обычно соответствуют типам русловых процессов. Например, извилистые типы русел соответствуют меандрированию, разветвлённые русла — русловой многорукавности и пойменной многорукавности.